# 尚元王
尚元王（しょうげんおう、1528年3月25日（嘉靖7年3月5日） - 1572年5月12日（隆慶6年4月1日））は、琉球王国第二尚氏王統の第5代国王（在位1556年 - 1572年）。第4代国王尚清王の第2王子。童名は金千代、または鶴千代。神号は日始按司添（てだはじめあんじおそい）。
1555年に父の尚清王が薨去した後、王位継承をめぐる争いに勝利した上で1556年に即位する。1562年、明王朝から冊封を受ける。尚元は薩摩の島津貴久とは良好な関係を保持するため、積極的に島津氏からの使者を歓待したが、1570年と1572年の2度にわたって、島津氏の使者として派遣された僧侶の雪岑との間に接待で非礼があったと言うことから問題を起こし、それが原因で1571年には王自らが奄美大島へ親征するという事態も発生している。
1572年5月12日（隆慶6年4月1日）、44歳で死去し、後を第2王子の尚永王が継いだ。

## 家族
- 父 - 尚清王
- 母 - 思真銭金按司加那志
- 妃 - 真和志聞得大君加那志（号・梅岳。1605年（万暦33年）1月10日薨。広徳寺浦添親方の女孫、父名不伝）
- 夫人
  - 久米具志川按司志良礼（童名・真鍋樽、号・雪嶺。生没年不伝。父は幸地村翁長大屋子）
  - 前東之按司（童名・真鍋樽、号・梅嶺、父は毛氏池城殿内一世・新城親方安基）
  - 真南風按司（童名・真津比樽、号・南霜、1625年（天啓5年）11月14日卒。父は毛氏豊見城殿内三世・豊見城親方盛庸）
- 子女
  - 長男 - 尚康伯、久米具志川王子朝通（童名・忠樽金、号・蕣。母は雪嶺。1557年（嘉靖36年）11月15日 - 1575年（万暦3年）12月10日。庶子のため王位に就けず。護得久御殿一世）
  - 次男 - 尚永、阿応利屋恵王子（母は妃）
  - 三男 - 尚久、金武王子朝公（童名・真三郎金、号・紹和。母は梅嶺。1560年（嘉靖39年）10月18日 - 1620年（泰昌元年）3月15日。金武御殿一世）
  - 長女 - 首里大君按司加那志（母は妃、小禄御殿三世・尚懿に嫁ぐ。尚寧王の母）